# 弗倫奇利克鎮區 (印地安納州奧蘭治縣)
弗倫奇利克鎮區（英語：French Lick Township）是位於美國印地安納州奧蘭治縣的一個行政鎮區。

## 地方資料
根據2010年美國人口普查的數據，弗倫奇利克鎮區的面積為140.10平方千米，當中陸地面積為139.50平方千米，而水域面積為0.60平方千米。當地共有人口4699人，而人口密度為每平方千米33.54人。